# Fort du Salbert

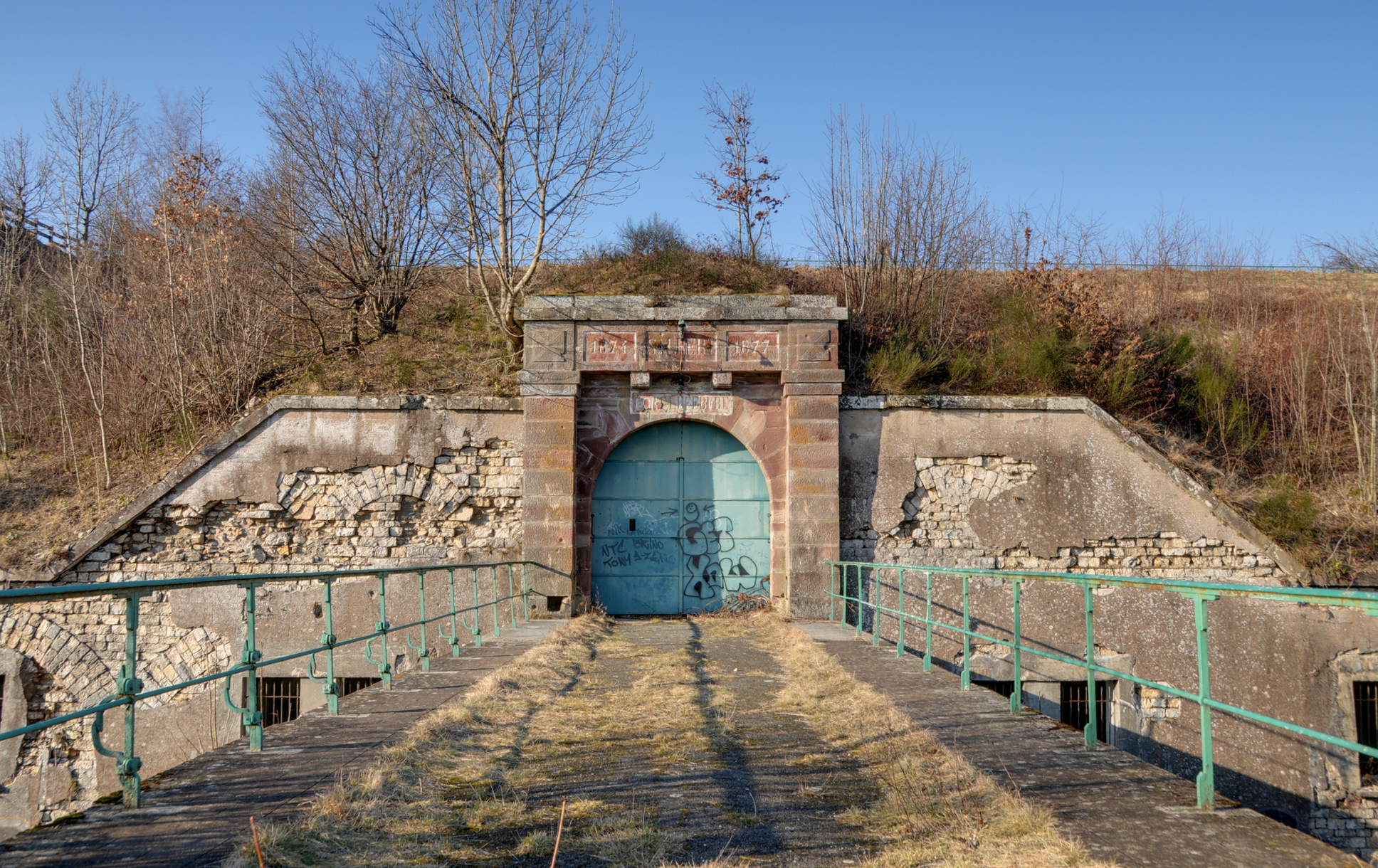
Ingang van de fortificatie.

Het Fort du Salbert, ook bekend als Fort Lefebvre, is een inmiddels in onbruik geraakt fort, gelegen bij de stad Belfort in Frankrijk.

## Geschiedenis
Het fort werd gebouwd tussen 1874 en 1877 als onderdeel van de gefortificeerde regio van Belfort. Het fort is vernoemd naar generaal François Joseph Lefebvre. Het maakt deel uit van de tweede ring van forten, gebouwd in een straal van 5 tot 6 kilometer om de eerste ring. Net als alle forten in de tweede ring heeft Fort du Salbert geen hoge muren, maar is gebouwd in een heuvel om zo beter weerstand te bieden tegen vijandige artillerie. Vanaf 1893 was het fort verbonden met de andere forten in de ring door middel van een strategische spoorwegverbinding. Tevens had het fort optische semaforen voor communicatie met de andere forten.
In 1900 moest het fort gemoderniseerd worden door het onder andere te voorzien van een geschuttoren. Dit plan kwam echter niet van de grond. Tevens kreeg het fort niet de uitgebreide betonnen beschermingslaag die wel op de andere forten werd toegepast.
Tijdens de eerste jaren van de Koude Oorlog diende het fort tijdelijk als coördinatiecentrum voor luchtafweer.

## Galerij

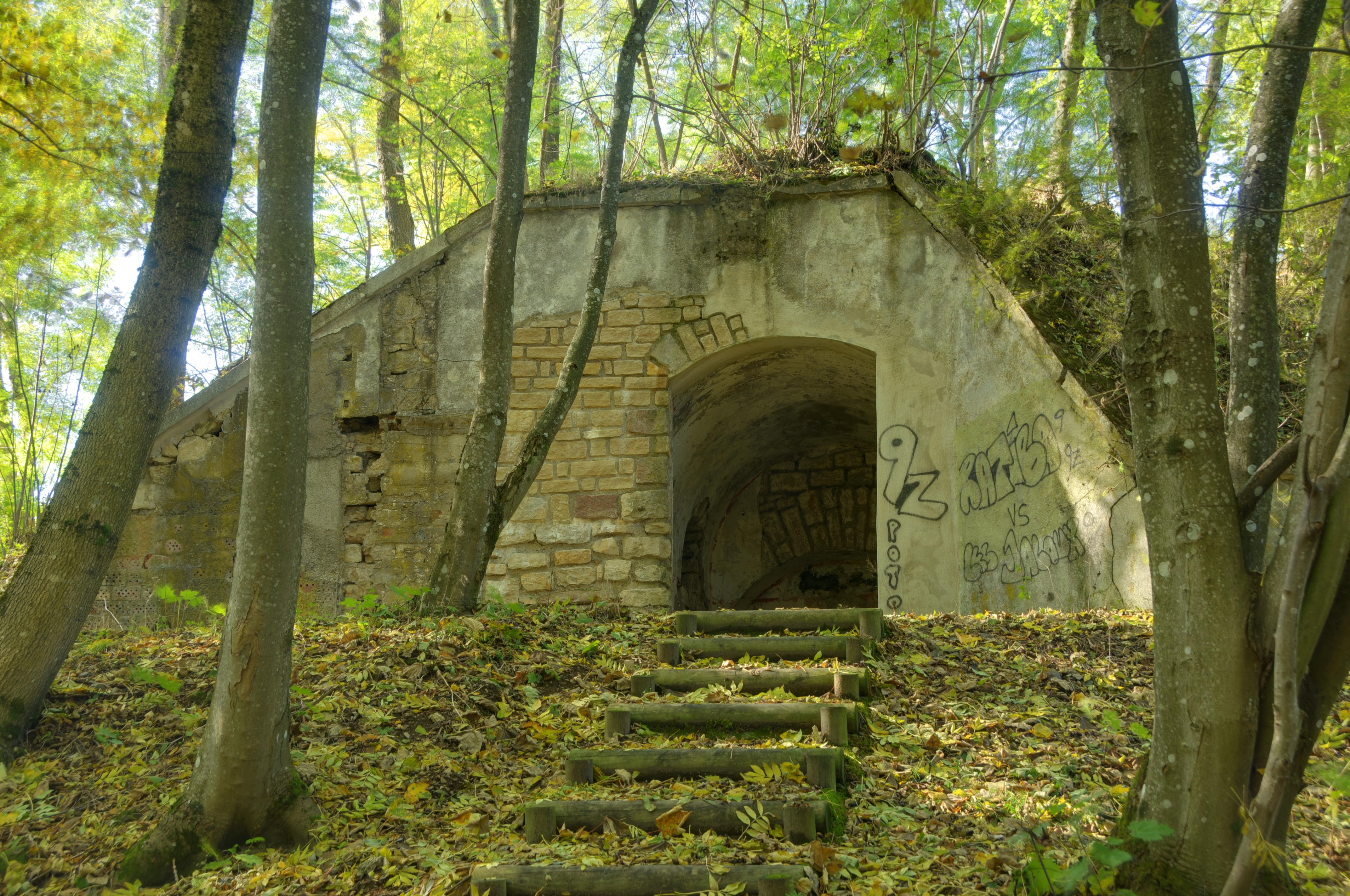
Station voor optische communicatie.
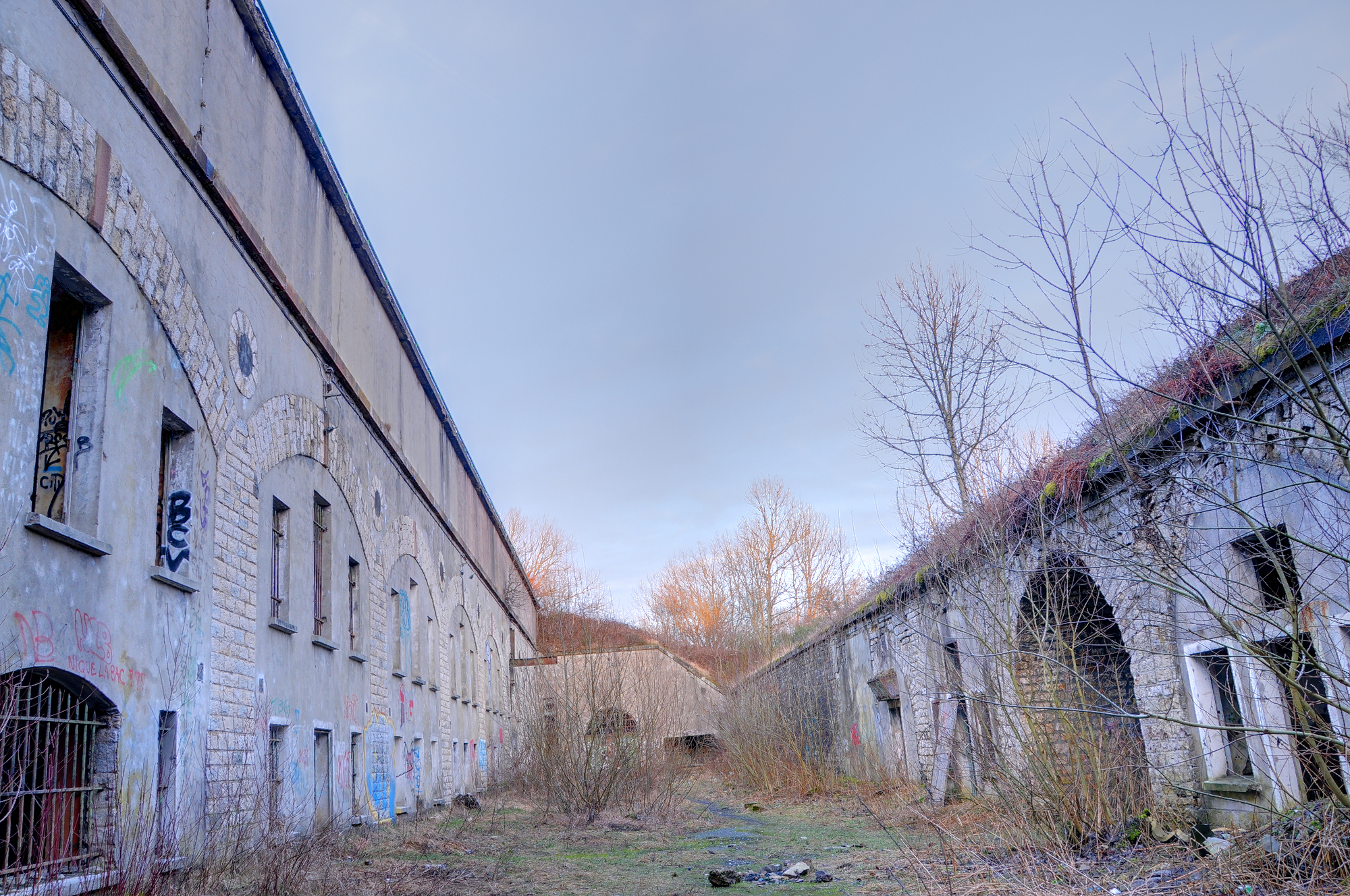
Interieur van het fort
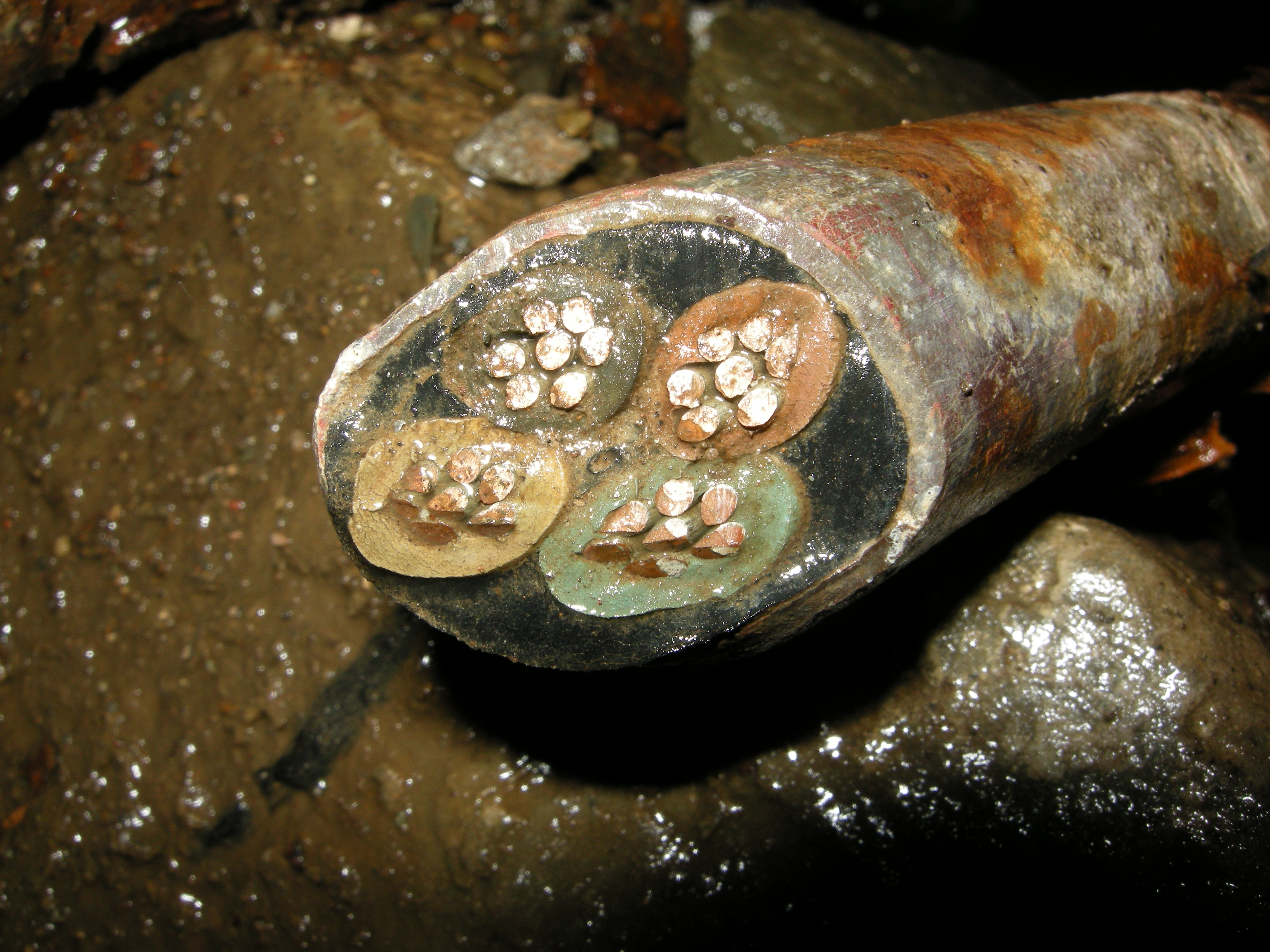
Doorgesneden kabel, Ouvrage "G"
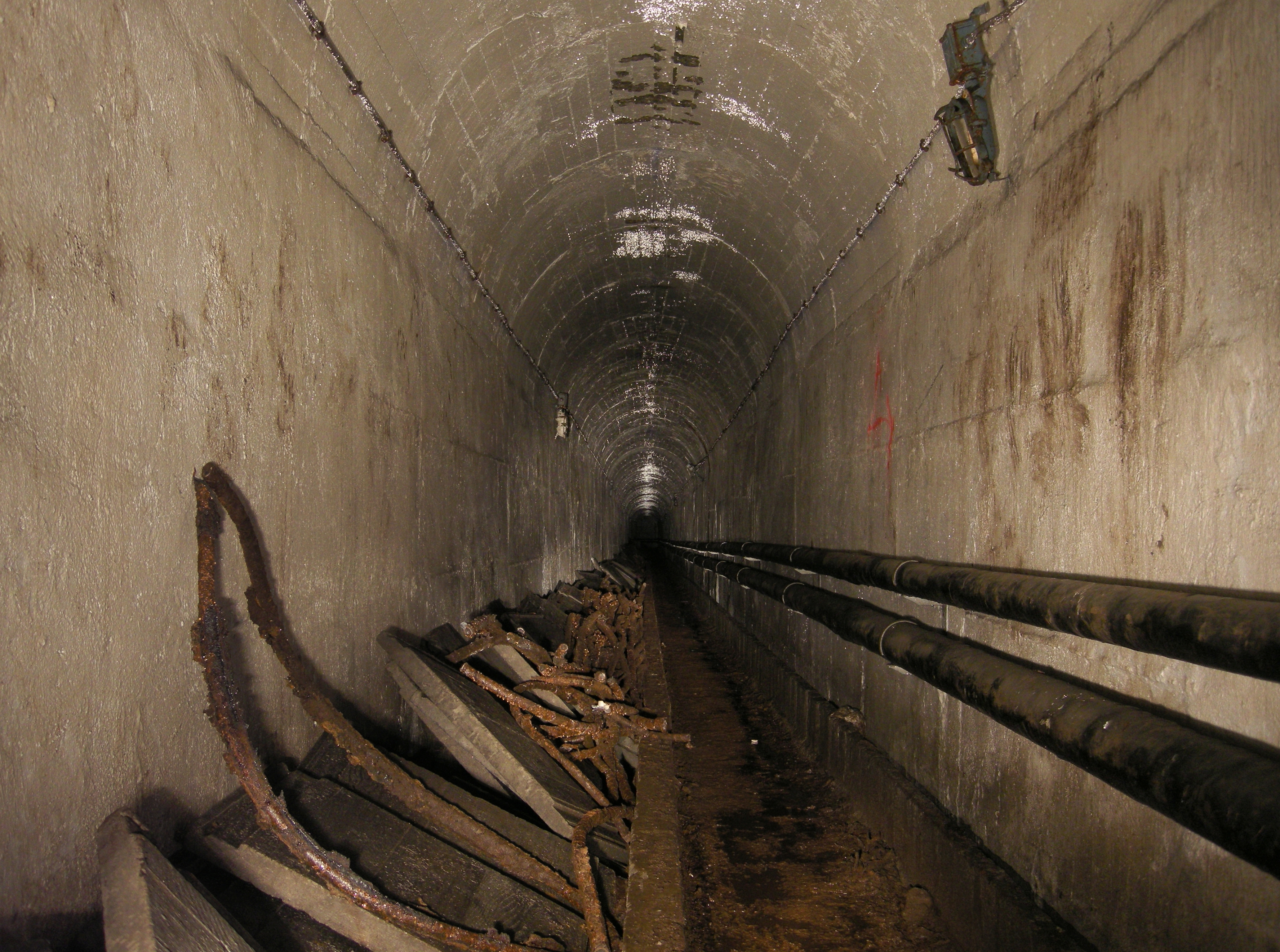
Ondergrondse gang, Ouvrage "G"
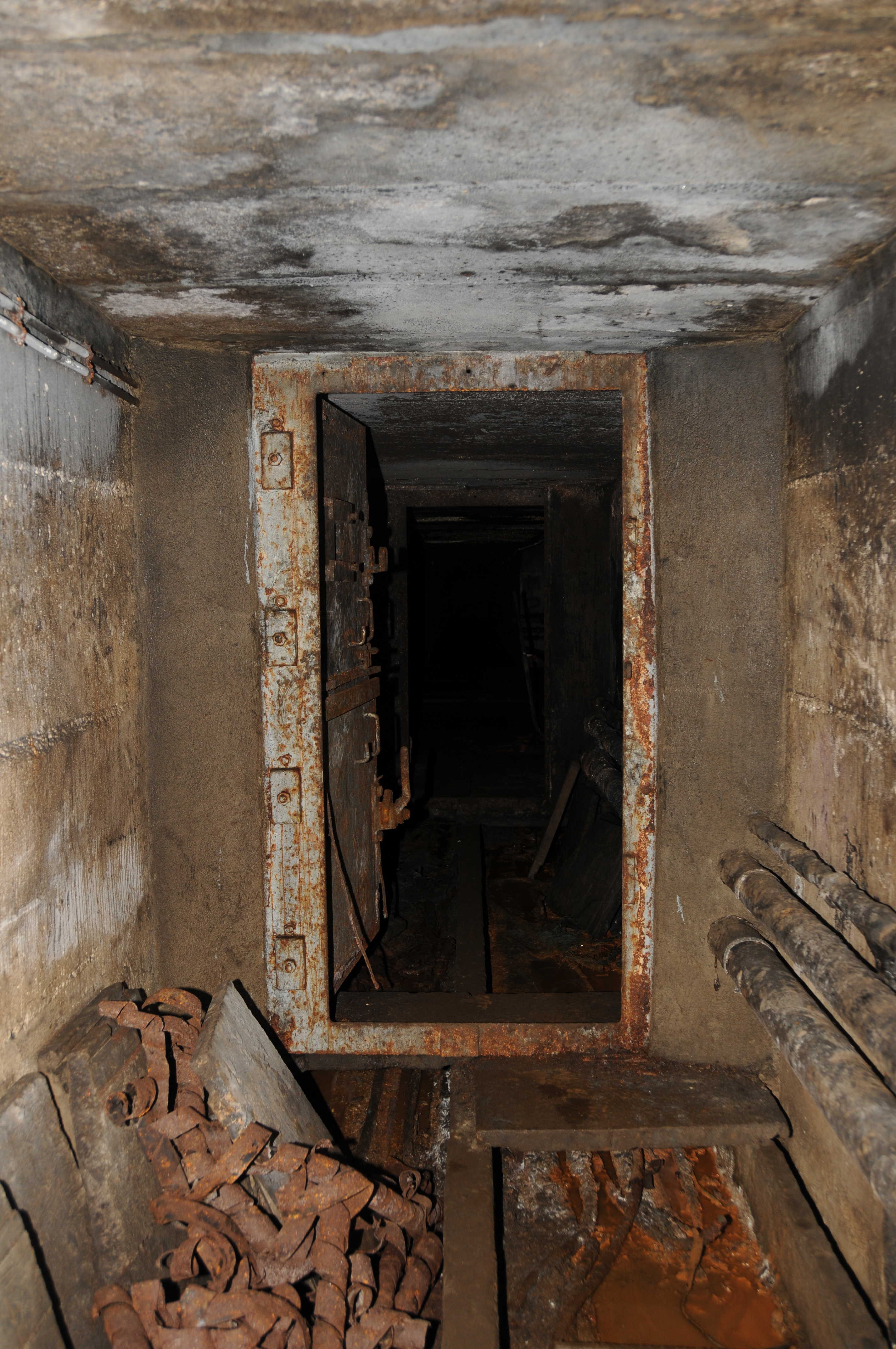
Luchtsluis naar Ouvrage "G"
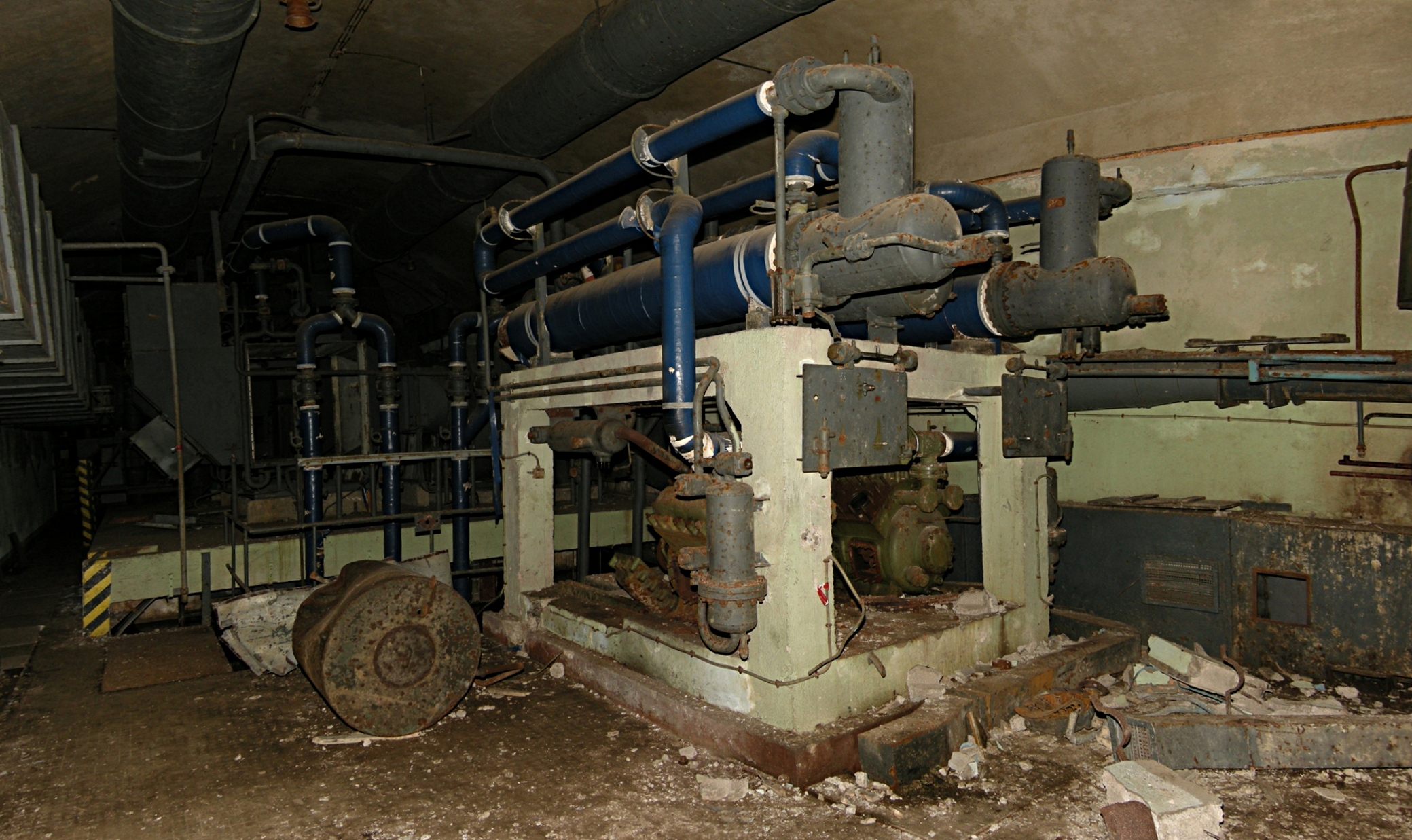
Centrale elektriciteitsvoorziening, Ouvrage "G"
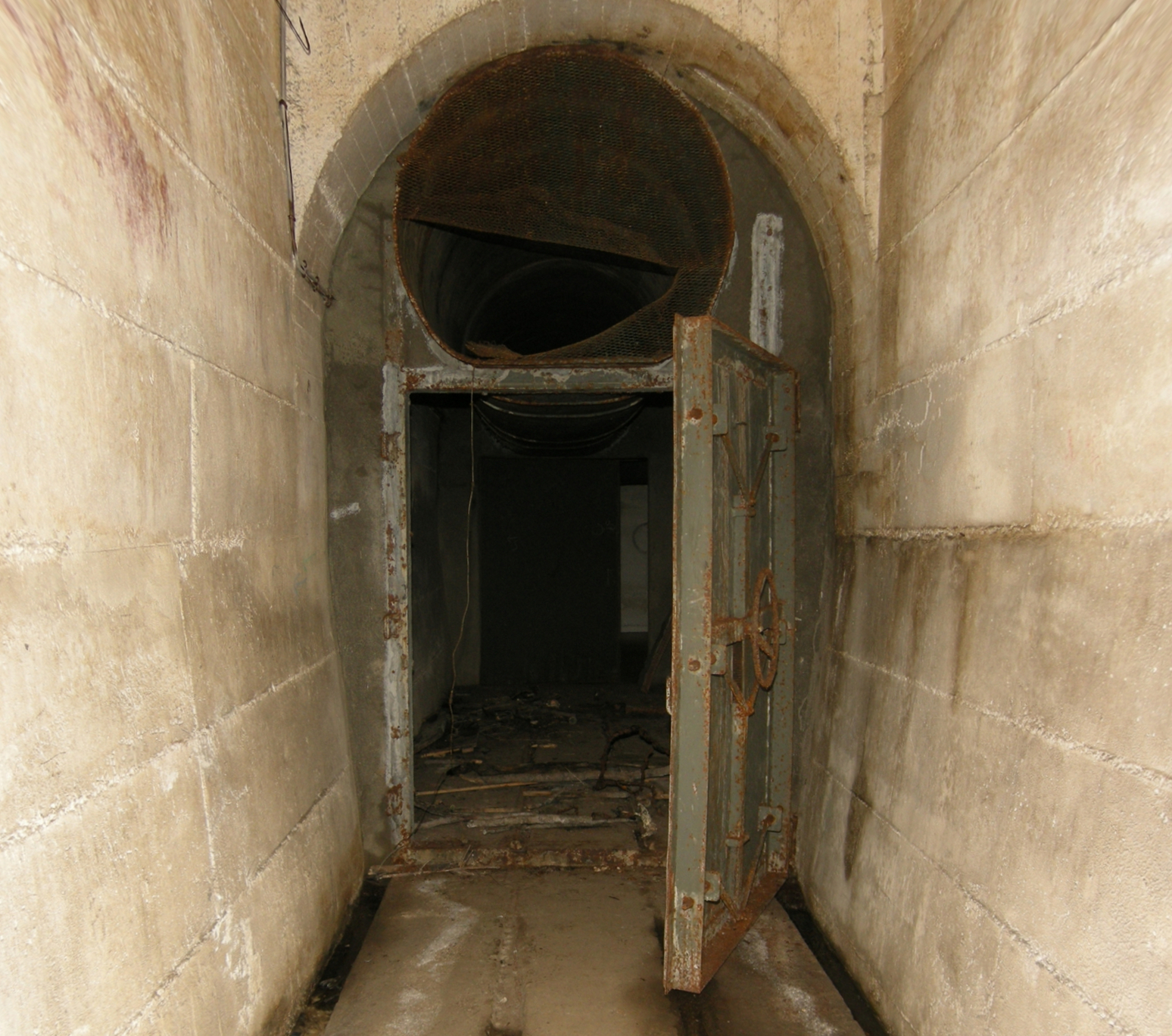
Luchtsluis bij de bevoorradingsingang voor Ouvrage "G"